# Договір Вебстера — Ешбертона

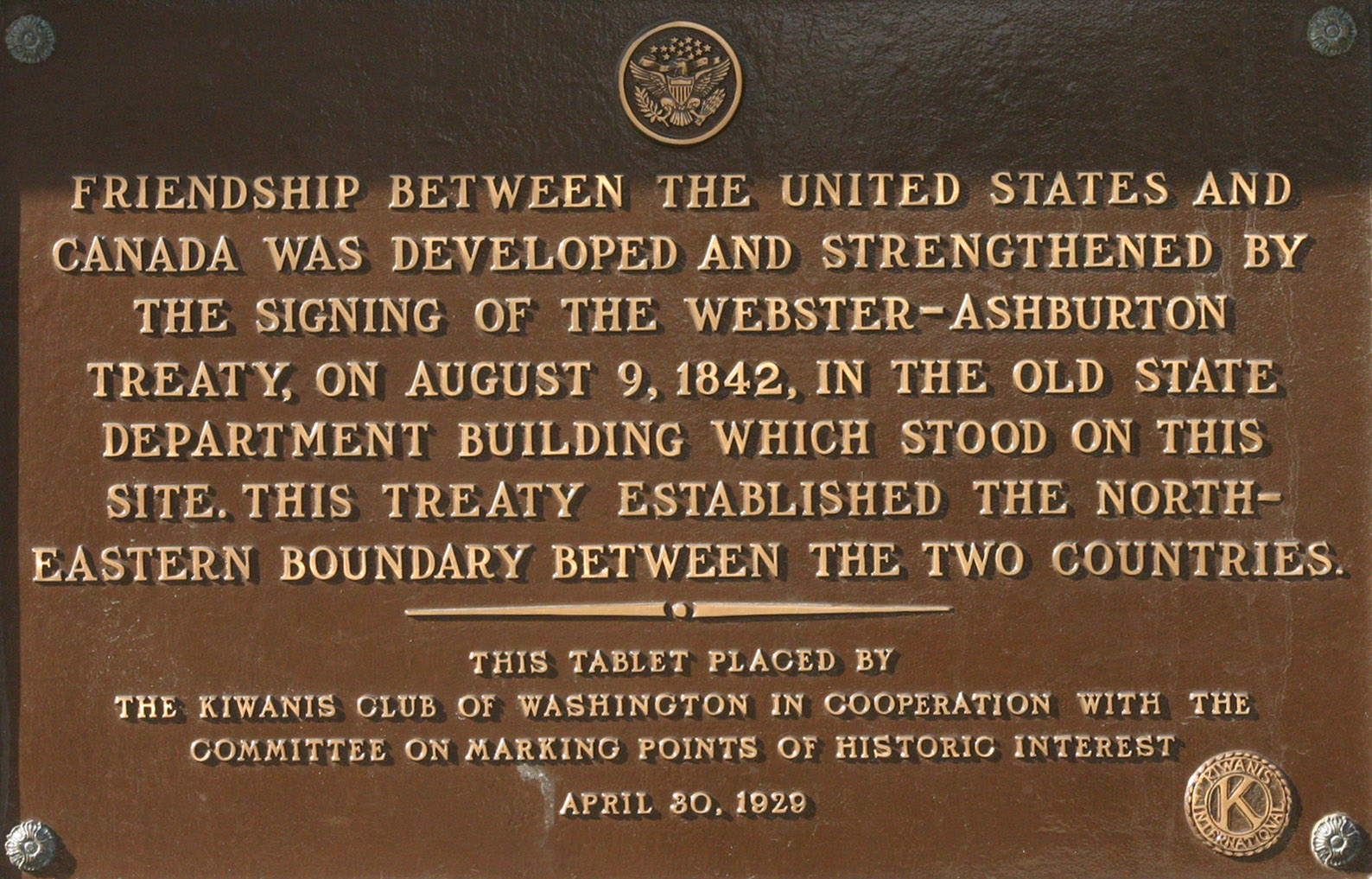
Пам'ятна дошка у Вашингтоні

Договір Вебстера — Ешбертона (англ. Webster–Ashburton Treaty) — договір між США і Великою Британією, який улагодив суперечки навколо кордону між США та Канадою й запобіг виникненню збройного конфлікту (див. Арустукська війна). Був підписаний у Вашингтоні 9 серпня 1842 року державним секретарем США Даніелем Вебстером (D. Webster) і спеціальним посланецем Великої Британії лордом Ешбертоном (A. Ashburton). Врегулював низку спірних питань відносно кордону між США і британськими володіннями в Канаді; передбачав співпрацю сторін у морському контролі за дотриманням заборони на работоргівлю.
Положення договору включали:
- Врегулювання розташування кордону між штатами Мен і Нью-Брансвік,[1]  який був першопричиною Арустукської війни.
- Встановлення кордону між Верхнім озером і Лісовим озером, спочатку визначеного в Паризькому мирному договорі 1783 року;
- Підтвердження розташування кордону (на 49-й паралелі) на західному кордоні до Скелястих гір, визначеному в Договорі 1818 року;
- Визначення семи злочинів, які підлягають екстрадиції;
- Угода про те, що обидві сторони будуть спільно використовувати Великі озера;
- Домовленість про остаточне припинення работоргівлі у відкритому морі.

Договір також заднім числом підтвердив південний кордон Квебеку, який землеміри Джон Коллінз і Томас Валентайн позначили кам'яними пам'ятниками в 1771-1773 роках. Договір передбачав, що кордон буде проходити на 45 градусі північної широти, але в деяких місцях він проходить майже на півмилі північніше від цієї паралелі. Договір був підписаний державним секретарем США Деніелом Вебстером і британським дипломатом Александром Барінгом, 1-м бароном Ешбертоном .

## На Сході
Арбітражний розгляд різних прикордонних питань на Сході перед королем Нідерландів Вільгельмом I у 1831 році не призвів до прийняття обов'язкового рішення .
Паризький договір встановив 45-ту паралель. як частину північного кордону сучасних штатів Нью-Йорк і Вермонт. Більша частина цієї ділянки кордону вже була обстежена на початку 1770-х років, але лінія обстеження була неточною. Оскільки "Форт Бландер" - безіменний американський форт у північно-східній частині Нью-Йорка - був побудований на північ від фактичної 45-ї паралелі, Сполучені Штати хотіли дотримуватися старої геодезичної лінії, і договір Вебстера-Ашбертона включив цю зміну, залишивши недобудований форт на американській землі. Після підписання договору США відновили будівництво на цьому місці. Новий проект замінив перерване будівництво 1812 року масивним укріпленням третьої системи кладки, відомим як Форт Монтгомері .
Цей договір ознаменував кінець локальних протистоянь між лісорубами (відомих як Арустукська війна) вздовж кордону штату Мен з британськими колоніями Нижня Канада (яка пізніше стала Квебеком) і Нью-Брансвік. Новопогоджений кордон розділив спірну територію між двома країнами. Британці отримали дорожній маршрут Галіфакс-Квебек, чого прагнули їхні військові, оскільки Нижня Канада не мала іншого сполучення взимку з Нью-Брансвіком і Новою Шотландією. Договір скоригував ділянки кордону, щоб дати Сполученим Штатам трохи більше землі на півночі. Він також вирішив питання, які призвели до суперечки щодо Індійського потоку та Каролінської справи. Територія Індійського потоку була закріплена за Сполученими Штатами. Договір Вебстера-Ашбертона не зміг прояснити право власності на острів Мачіас Сіл та сусідню Норт-Рок, які залишаються предметом суперечки . Крім того, підписання договору поклало край кільком запланованим поліпшенням оборонних фортів Верхньої Канади, таких як форт Малден в Амхерстбурзі, від яких британський уряд згодом відмовився, оскільки вони більше не слугували оборонним цілям.

## На Заході
Кордон між Верхнім і Лісовим озерами потребував уточнення, оскільки несправна карта Мітчелла, яку використовували під час переговорів щодо укладення Паризького мирного договору, була недостатньою для визначення кордону відповідно до умов цього договору. Неоднозначність карти і договору призвела до того, що регіон Ерроухед у штаті Міннесота став спірним, і попередні переговори не вирішили це питання. За договором кордон проходив через озеро Лонг-Лейк, але не вказувалося його місцезнаходження , проте на карті було показано, що озеро впадає у Верхнє озеро біля острова Рояль, що відповідає маршруту по річці Пайджон.
Британці, однак, раніше займали позицію, що кордон має виходити з Верхнього озера у Фон-дю-Лак ("голова озера") в сучасному Дулуті, штат Міннесота, проходити вгору по річках Сент-Луїс і Ембрасс, через височину, і вниз по Пайк-Рівер і озеру Верміліон до Рейні-Рівер .
На противагу цьому західному маршруту США виступали за східний, яким користувався французький дослідник Жак де Нойон у 1688 році, а після 1802 року ним часто користувалися торговці хутром. Цей шлях пролягав на північ від озера на місці форту Вільям вгору по річках Каміністікія і Дог до озера Колд-Уотер, перетинав кордон через Прері-Портедж до озера Хайт оф Ленд, потім йшов на захід по річках Саванна, Пікерел і Малінь до озера Ла-Круа, де з'єднувався з нинішнім кордоном .
На карті Мітчелла були показані обидва ці маршрути, а також маршрут "Довге озеро" між ними. Вважалося, що Довге озеро - це річка Піджен (незважаючи на відсутність озера в її гирлі).
Традиційний маршрут торговців залишав озеро біля Гранд-Портейдж і йшов суходолом до Голубиної, вгору по цій річці та її притоці через Високий Ланд-Портейдж, а звідти вниз по притоках Дощової річки до Ла-Ла-Круа, Дощового озера та річки, а також Лісового озера. Зрештою, саме цей маршрут був визначений договором як кордон .
Договір уточнював проходження кордону між озерами Гурон і Верхнє озеро, присуджуючи Цукровий острів США.
Ще одне уточнення, зроблене в цьому договорі, призвело до пояснення аномалії північно-західного кута. Знову ж таки, через помилки на карті Мітчелла, у Паризькому договорі говориться "...через Лісове озеро до найпівнічно-західнішої його точки, а звідти на захід до річки Міссісіпі..." Насправді, курс на захід від Лісового озера ніколи не перетинає Міссісіпі. Англо-американська конвенція 1818 року визначила кордон від Лісового озера до Скелястих гір.

Цей договір 1842 року підтвердив кордон і додатково визначив його, змінивши визначення кордону, щоб замість цього читати як:
... біля водоспаду Шодьє, від якого комісари провели лінію до найбільш північно-західної точки Лісового озера, далі вздовж зазначеної лінії до згаданої найбільш північно-західної точки, що знаходиться на широті 49°23′55″ на північ і на довготі 95°14′38″ на захід від Обсерваторія в Грінвічі; звідти, відповідно до існуючих договорів, на південь до перетину з 49-ю паралеллю північної широти і вздовж цієї паралелі до Скелястих гір ....
Договір Вебстера-Ашбертона не врегулював питання Орегону, хоча це питання обговорювалося на переговорах.